# Бухоч
Бухоч (рум. Buhoci) — село у повіті Бакеу в Румунії. Входить до складу комуни Бухоч.
Село розташоване на відстані 247 км на північ від Бухареста, 7 км на схід від Бакеу, 78 км на південний захід від Ясс, 149 км на північний захід від Галаца, 148 км на північний схід від Брашова.

## Населення
За даними перепису населення 2002 року у селі проживала 1391 особа, з них 1390 осіб (99,9%) румунів. Рідною мовою 1390 осіб (99,9%) назвали румунську.